# Machaze (distrito)

localização do distrito de Machaze em Moçambique

Machaze é um distrito mais meridional da província de Manica, em Moçambique, com sede na vila de Chitobe. Tem limite, a norte e noroeste com o distrito de Mossurize, a oeste com o Zimbabwe, a sul com o distrito de Massangena da província de Gaza e com o distrito de Mabote da província de Inhambane,  e a leste com os distritos de Machanga e Chibabava da província de Sofala.
De acordo com o censo de 1997, o distrito tinha 75 804 habitantes e uma área de 13 112 km², daqui resultando uma densidade populacional de 5,8 h/km².

## Divisão Administrativa
O distrito está dividido em dois postos administrativos (Machaze e Save), compostos pelas seguintes localidades:
- Posto Administrativo de Machaze:
  - Bassane
  - Chimbia
  - Chipudje
  - Machaze
  - Mutanda
- Posto Administrativo de Save:
  - Mavende
  - Mvissanga
  - Sambassoca
  - Save

O distrito sofreu, em Fevereiro e Março de 2006, vários abalos sísmicos violentos que causaram vítimas mortais e importantes danos materiais.